# Anna Rita Pasanisi
Anna Rita Pasanisi (Roma, 23 giugno 1949) è una doppiatrice, direttrice del doppiaggio e dialoghista italiana.
È la sorella maggiore della doppiatrice Isabella Pasanisi.
Ha doppiato le attrici Jamie Lee Curtis e Susan Sarandon in molte delle loro interpretazioni.

## Televisione
- Cime tempestose, regia di Mario Landi, prima puntata (Programma Nazionale, 1956)
- Il romanzo di un maestro, regia di Mario Landi, terza puntata (Programma Nazionale, 1959)
- Ora zero e dintorni, episodio Commercio (Quinta Rete, 1980)

## Radio
- Peter Ibbetson, di Raymond Queneau, regia di Giandomenico Giagni, 1963
- La trilogia di Dorina, di Gerolamo Rovetta, regia di Paolo Giuranna, 1966
- Sherlock Holmes: Uno studio in rosso, 1999

## Doppiaggio

### Cinema
- Jamie Lee Curtis in Bulldozer, Un pesce di nome Wanda, Perfect, Papà, ho trovato un amico, Il mio primo bacio, Erba nostrana, Creature selvagge, Virus, Il sarto di Panama, Daddy & Them - Una famiglia di pecore nere, Halloween - 20 anni dopo, Halloween - La resurrezione, Quel pazzo venerdì, Beverly Hills Chihuahua, Ancora tu!, Borderlands
- Susan Sarandon in Un detective... particolare, Bull Durham - Un gioco a tre mani, Nemiche amiche, Illuminata, Moonlight Mile - Voglia di ricominciare, Il prezzo della libertà, Alfie, Elizabethtown, Romance & Cigarettes, Le verità negate, Speed Racer, Zoolander 2, Bad Moms 2 - Mamme molto più cattive, Solitary Man, La frode, Blue Beetle, Ti presento i suoceri
- Julie Walters in Harry Potter e la pietra filosofale, Harry Potter e la camera dei segreti, Harry Potter e il prigioniero di Azkaban, Harry Potter e l'Ordine della Fenice, Harry Potter e il principe mezzosangue, Harry Potter e i Doni della Morte - Parte 1, Harry Potter e i Doni della Morte - Parte 2, Mickybo & Me
- Annette Bening in Indiziato di reato - Guilty by Suspicion, Bugsy, A proposito di Henry, Love Affair - Un grande amore, Mrs. Harris, The Face of Love, L'eccezione alla regola
- CCH Pounder in Benny & Joon, Capsula di salvataggio, Giorni contati - End of Days, Cartoline dall'inferno, Orphan
- Kirstie Alley in Senti chi parla, Senti chi parla 2, Senti chi parla adesso!, Scappatella con il morto
- Lea Thompson in Ritorno al futuro, Ritorno al futuro - Parte II, Ritorno al futuro - Parte III
- Carrie Fisher in Charlie's Angels - Più che mai, Appuntamento con la morte
- Nichelle Nichols in Rotta verso la Terra, Star Trek V - L'ultima frontiera
- Jane Alexander in Le regole della casa del sidro, Kramer contro Kramer
- Taraji P. Henson in Il curioso caso di Benjamin Button
- Marilyn Burns in Non aprite quella porta (versione ridoppiata)
- Musetta Vander in Mortal Kombat - Distruzione totale
- Elena Sanchez in Non aprite quella porta 3D
- Lisa Ann Walter in Una settimana da Dio
- Miriam Margolyes in Amore e rabbia, Come cani e gatti
- Angela Bassett in La musica del cuore
- Sigourney Weaver in Galaxy Quest, The Guys, Paul
- Julie Hagerty in L'aereo più pazzo del mondo
- Marina Sirtis in Primo contatto, Star Trek - La nemesi
- Tantoo Cardinal in Vento di passioni
- Jacqueline Williams in Hardball
- Sandra Thigpen in The Ring
- Lisa Talerico in Philadelphia
- Geraldine James in Alice in Wonderland
- Leslie Bevis in Balle spaziali
- Queen Latifah in Il collezionista di ossa
- Marcia Gay Harden in The Maiden Heist - Colpo grosso al museo, Le avventure di Felicity, La memoria dell'assassino
- Robin Curtis in Bella, pazza e pericolosa
- Edwige Fenech in Sono fotogenico
- Tracey Ullman in Ti amerò... fino ad ammazzarti
- Stephanie Faracy in Appuntamento al buio
- Elsa Lanchester in La moglie del vescovo (ridoppiaggio)
- Beverly D'Angelo in American History X
- Diane Ladd in 28 giorni
- Dianne Wiest in Innamorarsi
- Cybill Shepherd in The Client List - Clienti speciali
- Debbie Reynolds in In & Out
- Jane Lynch in Il fuggitivo
- Cher in Silkwood
- Mary Steenburgen in Ricatto d'amore
- Julieta Rosen in La maschera di Zorro
- Julie Kavner in Risvegli
- Virginia Kiser in Mammina cara
- Ann Neville in C'era una volta in America
- Barbara Garrick in Il socio
- Siobhan Fallon Hogan e Marla Sucharetza in Forrest Gump
- Swoosie Kurtz in Lettere d'amore
- Patti LuPone in Colpevole d'omicidio
- Kristin Scott Thomas in Mission: Impossible
- Alaina Reed-Hall in La morte ti fa bella
- Phylicia Rashād in La verità di Grace
- S. Epatha Merkerson in Mi chiamano Radio
- Lesley Ann Warren in Victor Victoria
- Hélène Vincent in Un marito a metà
- Diane Venora in Heat - La sfida
- Shelley Hack in Re per una notte
- Patricya Travassos in La parte della sposa
- Anne Lambton in Chi ha paura delle streghe?
- Allison McKay in Non sei invitata al mio bat mitzvah
- Samantha Spiro in One Life
- Federica Moro in La partita

### Televisione
- Marina Sirtis in Star Trek: The Next Generation, Star Trek: Enterprise, Star Trek: Picard
- S. Epatha Merkerson in Chicago Fire, Chicago P.D., Chicago Med
- Jamie Lee Curtis in NCIS - Unità anticrimine, Scream Queens
- CCH Pounder in Numb3rs, Il problema dei 3 corpi
- Stepfanie Kramer in Hunter, Hunter (2003)
- Phylicia Rashād in I Robinson, Cosby
- Emily Procter in CSI: Miami, White Collar
- Patricia Belcher in Buona fortuna Charlie
- Christina Pickles in Friends
- Angela Bassett in E.R. - Medici in prima linea
- Kate Jackson in Charlie's Angels
- Serena Grandi in Le ragazze di piazza di Spagna
- Blair Brown in Orange Is The New Black
- Pam Ferris in L'amore e la vita - Call the Midwife
- Leslie Uggams in Fallout
- Teryl Rothery in Stargate SG-1
- Stockard Channing in Knuckles

### Soap opera e telenovelas
- Pamela Bellwood in Dynasty
- Arlete Salles in Agua Viva
- Liliana Lavalle in Manuela
- Hilda Abrahamz in Marilena, Il disprezzo, Principessa

### Animazione
- Hermine in Rabbit School - I guardiani dell'uovo d'oro
- Karen e Sig.ra Tsumura in Tekkaman
- Penelope Pitstop in Wacky Races
- Sindaco McDaniels in South Park (doppiaggio SEFIT-CDC) e South Park - Il film: più grosso, più lungo & tutto intero
- Balaruda in Queen Emeraldas
- Coniglietta in Bambi (ed. 1968)
- Anna in Robin e i 2 moschettieri e ½
- Michi e Sally in Hurricane Polimar
- Marina in Sidekick
- Tistini ne Lo stregone Orphen
- Dolly in Butch Cassidy
- Madre in Thumbelina - Pollicina
- Madre di Penny in Bolt - Un eroe a quattro zampe
- Tantona in Galline in fuga - L'alba dei nugget
- Jessica Rabbit in Roger Rabbit sulle montagne russe
- Grand Code in The Grimm Variations

### Videogiochi
- Lady de Montford e Parlamento in Ghosthunter[1]

## Riconoscimenti
- Romics
  - 2018 – Premio alla carriera